# او-۳۶۴
زیردریایی یو-۳۶۴ (به انگلیسی: German submarine U-364) یک زیردریایی بود که طول آن ۶۷٫۱ متر (۲۲۰ فوت ۲ اینچ) بود. این زیردریایی در سال ۱۹۴۳ ساخته شد.